# Edme Étienne Borne Desfourneaux
Edme-Étienne Borne Desfourneaux est un général français de la Révolution et de l’Empire, né le 22 avril 1767 à Vézelay dans l'Yonne et mort à Paris le 22 février 1849.

## Biographie
Il est sergent au régiment de Conti-Infanterie au moment de la Révolution française de 1789. Au mois d'octobre, avec un détachement de treize hommes, il est chargé de garder un important magasin de tourbes près d'Amiens lorsque, attaqué par 600 paysans armés, 11 hommes de son détachement l'abandonnent. Seul avec deux soldats, il se défend héroïquement, et quoique atteint de plusieurs blessures, il parvient à repousser les assaillants. La municipalité d'Amiens, reconnaissante, lui décerne en présence de la garnison assemblée, une montre en or aux armes de la ville, avec cette inscription : Au brave Desfourneaux. De plus, le ministre de la Guerre le nomme sous-lieutenant le 26 décembre 1790. Élu en qualité de lieutenant-colonel en second du 3e bataillon de volontaires du Pas-de-Calais, il s'embarque, au mois de juin 1792, à la tête du 48e régiment d'infanterie pour Saint-Domingue dans le cadre de la Révolution haïtienne.

### L'expédition de Saint-Domingue
Appelé en janvier 1793 au commandement de la place et de l'Arrondissement de Saint-Marc, il emporte d'assaut le camp de Thilerier et montre la même résolution à la prise du fort d'Onanaminte, où il est grièvement blessé. Nommé colonel de son régiment le 8 février 1793 et commandant en chef de l'armée de l'Ouest, il se signale à la prise du fort de Lesce, s'empare de 14 canons et inflige une perte de 4 000 hommes à ses adversaires. En septembre 1793, il chasse les Espagnols de la partie ouest de l'île, bat dans toutes les rencontres l'armée du gouverneur général Garcia et reçoit quatre blessures dans ces différents engagements. Il prend ensuite le fort de la Crête-Sale avec 300 hommes du 106e régiment et y fait prisonniers les 700 Espagnols qui le défendent. À son retour en France, le Comité de salut public confère à Desfourneaux le grade de général de division le 11 décembre 1794. Il est ensuite renvoyé à Saint-Domingue, cette fois sous les ordres du capitaine général Lavaux ; toutefois, contrarié par les vents et contraint de relâcher aux États-Unis, Desfourneaux n'arrive à destination qu'en mai 1796. Après avoir commandé successivement la place de Port-au-Prince et les circonscriptions du Sud et de l'Ouest, il revient en France en 1798. 
Il prend le commandement de la Guadeloupe le 23 Novembre 1798 et pour éviter toute conspiration il expulse le l'ancien agent particulier du Directoire Victor Hugues le 6 décembre 1798 . Il renforce la politique de répression de son prédécesseur, en rétablissant par exemple les peines corporelles. Le 4 avril 1799, la Soufrière rentre en éruption et provoque des dégâts dans les plantations,  suivi de tremblements de terre. Cet évènement fragilise un peu plus la situation de Desfourneaux qui se heurtait déjà à l'entourage de Victor Hugues. Il apprend sa destitution par le Conseil des Cinq-Cents mais refuse et est révoqué le 14 août 1799. il est arrêté le 3 octobre 1799 par 46 conjurés qui ont convaincu les généraux Pélardy et Pâris,. Renvoyé en France le 29 (16), il aborde de nouveau les côtes de France en février 1800.
Embarqué en février 1801, sur la frégate l'Africaine pour aller porter secours à l'armée d'Orient, il est pris par les Anglais dans le détroit de Gibraltar après un combat acharné, où il voit périr à ses côtés trois de ses aides de camp, son frère et son neveu. Blessé lui-même à la poitrine, il revient en France par suite d'échange et repart pour Saint-Domingue avec l'expédition du général Leclerc. Débarqué au cap Français le 4 février 1802, Desfourneaux prend d'assaut la ville des Gonaïves le 3 mars suivant et force le général Maurepas à mettre bas les armes avec ses 4 000 hommes et toute son artillerie. Le 16 du même mois, il remporte à Plaisance une brillante victoire sur la troupe de Toussaint Louverture et fait 5 000 prisonniers. Rentré en France au commencement de 1803, Bonaparte l'accueille avec distinction et lui dit en l'apercevant : 

« Général, vous vous êtes bien battu ; vous avez fait de grandes choses à la tête de vos troupes ; je m'en souviendrai et je vous donnerai des preuves de ma confiance. »

### L'Empire
Cependant, l'Empereur ne tient point les promesses du Premier consul, et le général Desfourneaux cesse depuis cette époque d'occuper des commandements importants. Nommé commandeur de la Légion d'honneur à la création de l'ordre le 14 juin 1804 et chevalier de l'Empire en 1808, il entre au Corps législatif en 1811 comme député de l'Yonne (Il avait acquis le château de Cézy dans ce département), et y occupe plusieurs fois le fauteuil en qualité de vice-président. Louis XVIII le nomme Grand-croix de la Légion d'honneur et chevalier de Saint-Louis le 3 août 1814. Membre de la Chambre des représentants pendant les Cent-Jours en 1815, il commande les troupes chargées de défendre les hauteurs de Montmartre mais cesse de servir lors de la Seconde Restauration. Desfourneaux qui, depuis cette époque, n'a sollicité aucun commandement, meurt à Paris le 22 février 1849, à l'âge de 81 ans. Son nom est inscrit sur le côté ouest de l'Arc de triomphe de l'Étoile.

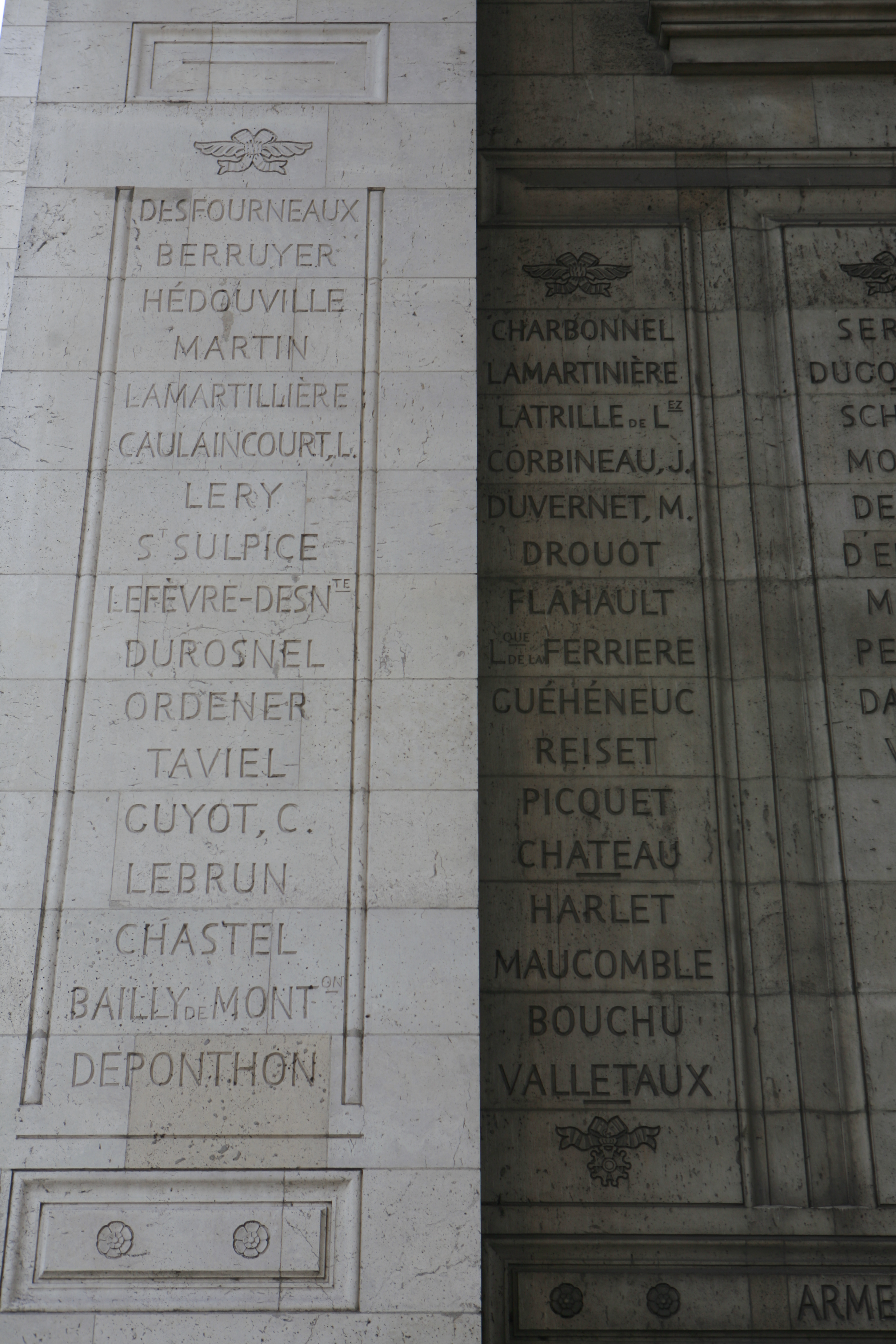
Noms gravés sous l'arc de triomphe de l'Étoile : pilier Ouest, 31e et.

### Famille
Sa femme, Françoise-Alexise Martineau, mourut à La Gravelle en allant le rejoindre pour le suivre à la Guadeloupe, le 21 fructidor an VI,. Son mari lui dédia une longue épitaphe qui est encore en place.

## Décorations
- Légion d'honneur :
  -  Commandeur de la Légion d'honneur le 14 juin 1804
  - Grand cordon de la Légion d'honneur le 3 août 1814
- Chevalier de l'Ordre de la Couronne de fer
- Ordre royal et militaire de Saint-Louis
  -  Chevalier de l'ordre royal et militaire de Saint-Louis le 3 août 1814

## Titres
- Chevalier de l'Empire le 1er septembre 1808
- Baron de l'Empire le 12 avril 1813
- Comte en 1823

## Hommage, honneurs, mentions…
- Le nom de DESFOURNEAUX est gravé au côté Ouest (31e colonne) de l’arc de triomphe de l’Étoile, à Paris.

## Autres fonctions
- Député du département de l'Yonne au Corps législatif le 4 mai 1811
- Représentant à la Chambre pendant les Cent-Jours à Joigny, département de l'Yonne, le 13 mai 1815

## Armoiries
| Figure | Blasonnement |
|        | Armes du Chevalier Borne des Fourneaux et de l'Empire De sables à trois tours d'or, ouvertes et ajourées d'azur ; au flanc dextre de gueules chargé du signe des Chevaliers Légionnaires. |
|        | Armes du Baron Borne des Fourneaux et de l'Empire Coupé : au I, parti de sable à trois tours d’or, ouvertes du champ et du quartier des barons militaires ; au II, d’azur à une ville fortifiée d’argent mouvante de senestre, soutenue de sinople et adextrée d’un guerrier armé à l’antique d’or, marchant l’épée à la main et en attitude de combat vers le flanc dextre. |